# Ochtezele
Ochtezele (officieel: Ochtezeele) is een gemeente in de Franse Westhoek, in het Franse Noorderdepartement. De gemeente ligt in Frans-Vlaanderen in de streek het Houtland. De Penebeek stroomt door Ochtezele. De plaats grenst aan de gemeenten Arneke, Wemaarskapel, Zuidpene, Noordpene en Rubroek. De gemeente heeft bijna 300 inwoners.

## Geschiedenis
Ochtezele werd voor het eerst vermeld in 1107 als Huchtinghesela, een combinatie van een persoonsnaam en -sala (belangrijk huis).
De Abdij van Sint-Winoksbergen bezat veel gronden op het grondgebied van Ochtezele; volgens een oorkonde uit 1183 van Filips van de Elzas.

## Bezienswaardigheden
- De Sint-Omaarskerk (Église Saint-Omer)
- De overblijfselen van het mottekasteel

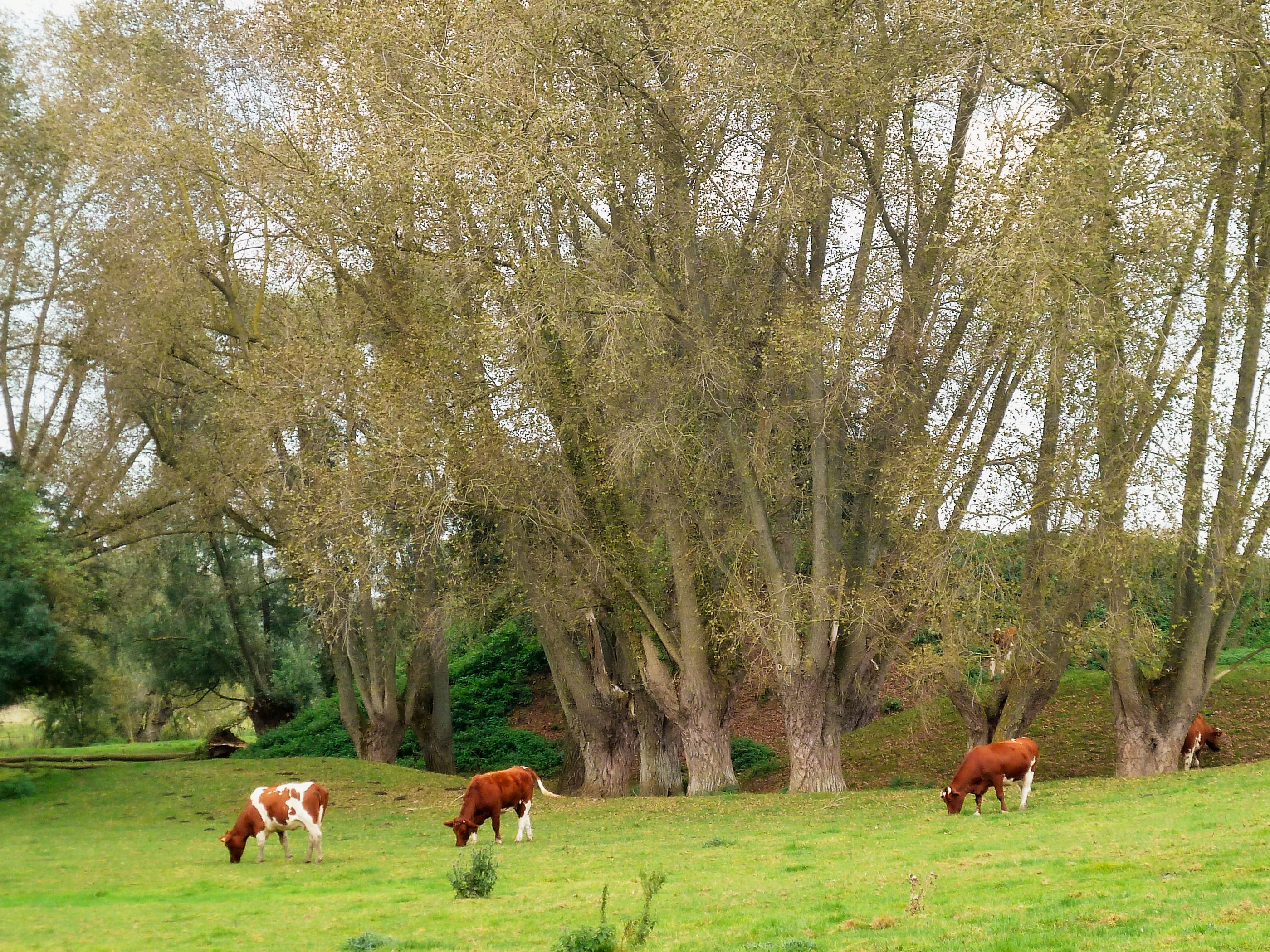
De feodale motte van Ochtezele
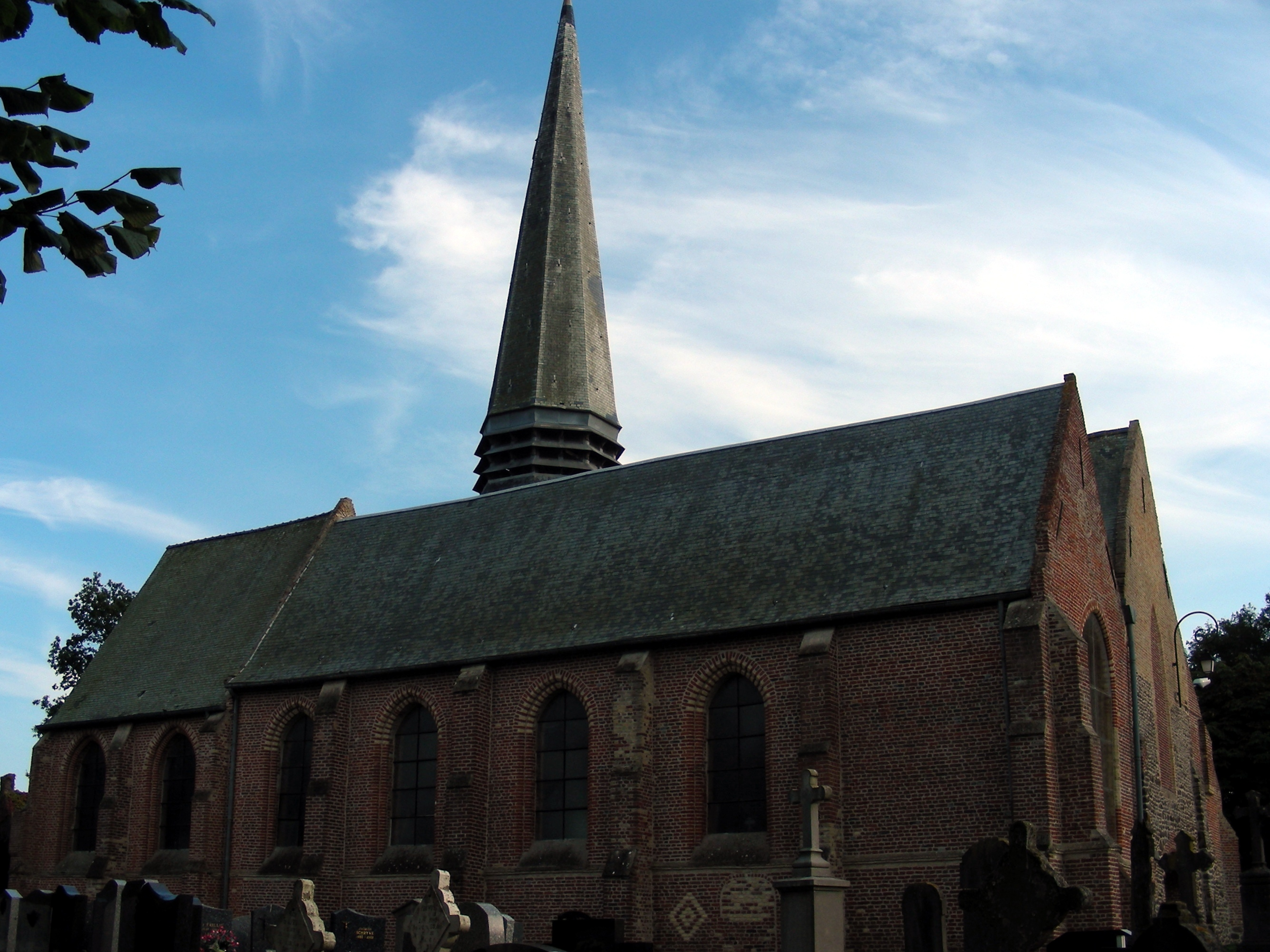
De Sint-Omaarskerk
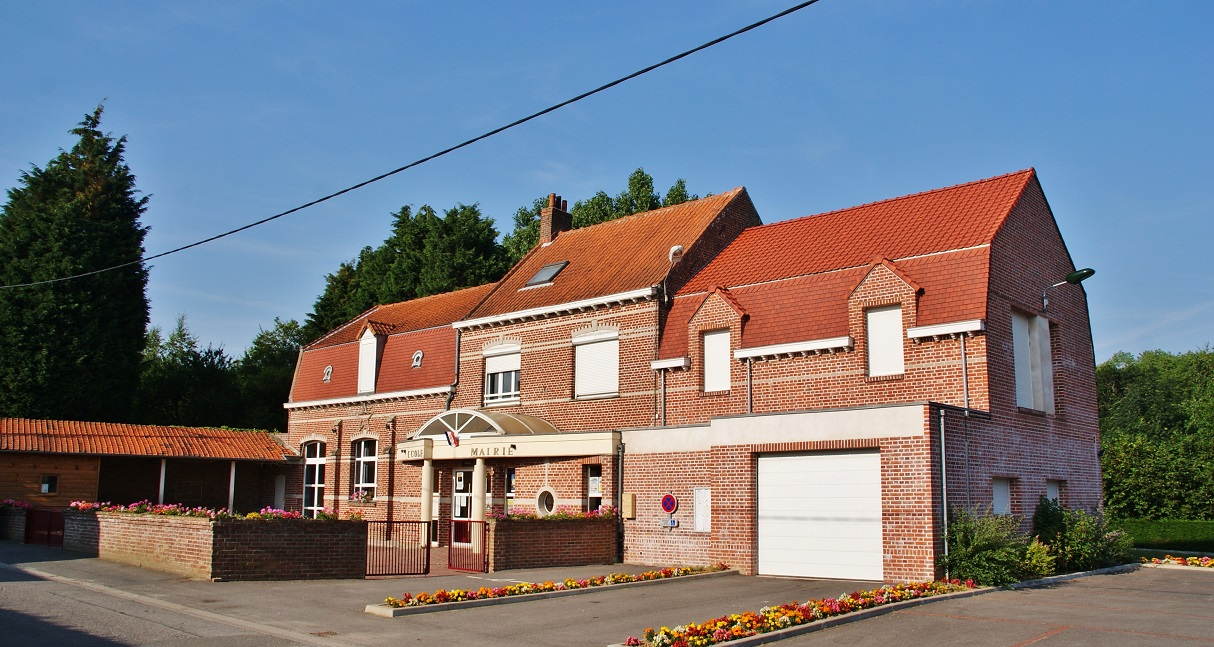
Het gemeentehuis van Ochtezele
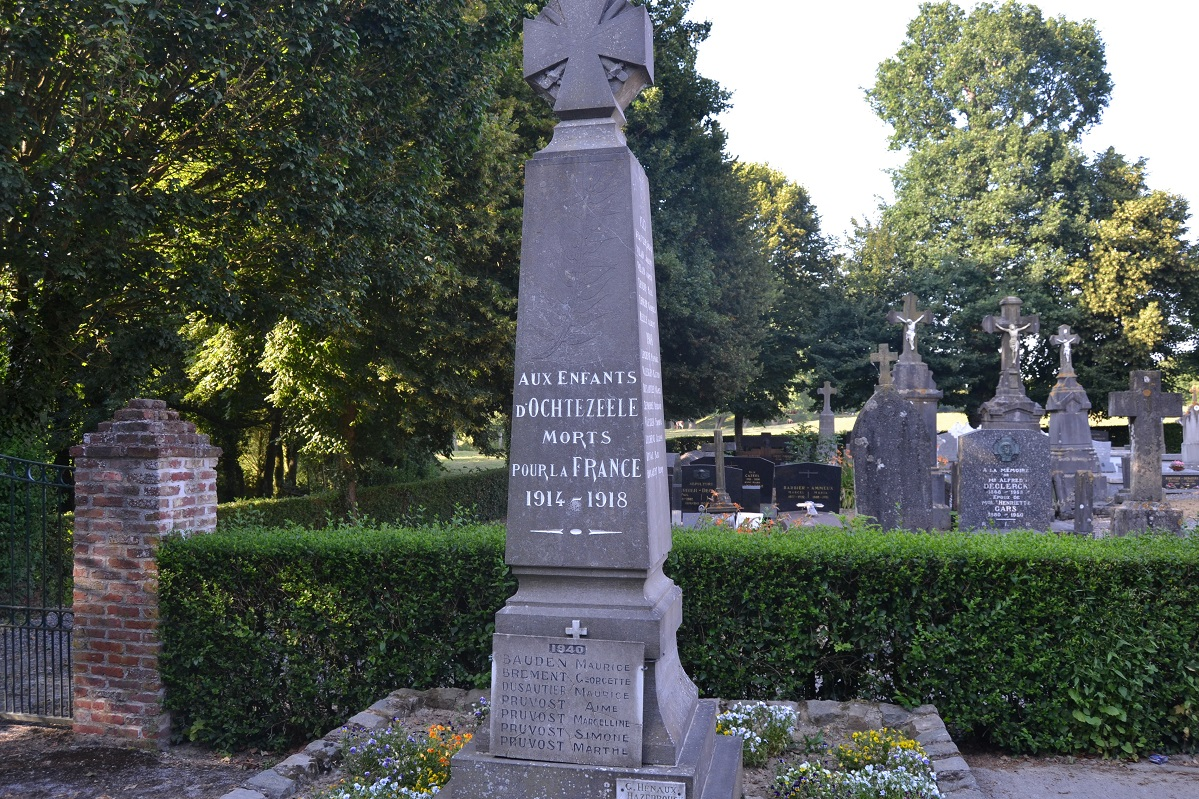
Het monument voor de gesneuvelden

## Natuur en landschap
Ochtezele ligt in het Houtland, op een hoogte van 19-62 meter. De dorpskom ligt op 24 meter hoogte. Ochtezele ligt aan de Pene.

## Demografie
Onderstaande figuur toont het verloop van het inwonertal (bron: INSEE-tellingen).

## Nabijgelegen kernen
Arneke, Rubroek, Noordpene, Zuidpene, Wemaarskappel
Arneke · Bambeke · Bavinkhove · Bissezele · Bollezele · Broksele · Buisscheure · Ekelsbeke · Eringem · Hardefoort · Herzele · Holke · Hondschote · Hooimille · Houtkerke · Killem · Krochte · Kwaadieper · Lederzele · Ledringem · Merkegem · Millam · Nieuwerleet · Noordpene · Ochtezele · Oostkappel · Oudezele · Rekspoede · Rubroek · Sint-Momelijn · Soks · Steenvoorde · Terdegem · Volkerinkhove · Warrem · Waten · Wemaarskappel · Westkappel · Wilder · Winnezele · Wormhout · Wulverdinge · Zegerskappel · Zermezele · Zuidpene
Armboutskappel · Arneke · Bambeke · Bavinkhove · Belle · Berten · Bieren · Bissezele · Blaringem · Boeschepe · Boezegem · Bollezele · Borre · Bray-Dunes · Broekburg · Broekkerke · Broksele · Buisscheure · Drinkam · Duinkerke · Ebblingem · Eke · Ekelsbeke · Eringem · Gijvelde · Godewaarsvelde · La Gorgue · Grand-Fort-Philippe · Grevelingen · Groot-Sinten · Hardefoort · Haverskerke · Hazebroek · Herzele · Holke · Hondegem · Hondschote · Hooimille · Houtkerke · Kaaster · Kapelle · Kapellebroek · Kassel · Killem · Kraaiwijk · Krochte · Kwaadieper · Lederzele · Ledringem · Leffrinkhoeke · Linde · Loberge · Loon · Meregem · Merkegem · Merris · Meteren · Millam · Moerbeke · Niepkerke · Nieuw-Berkijn · Nieuw-Koudekerke · Nieuwerleet · Noordpene · Ochtezele · Okselare · Oostkappel · Oud-Berkijn · Oudezele · Pitgam · Pradeels · Rekspoede · Rubroek · Ruisscheure · Sint-Janskappel · Sint-Joris · Sint-Mariakappel · Sint-Momelijn · Sint-Pietersbroek · Sint-Silvesterkappel · Sint-Winoksbergen · Soks · Spijker · Stapel · Steenbeke · Steenvoorde · Steenwerk · Stegers · Stene · Strazele · Terdegem · Téteghem-Coudekerque-Village · Tienen · Uksem · Vleteren · Volkerinkhove · Waalskappel · Warrem · Waten · Wemaarskappel · Westkappel · Wilder · Winnezele · Wormhout · Wulverdinge · Zegerskappel · Zerkel · Zermezele · Zoeterstee · Zuidkote · Zuidpene